# Sankt Georgen am Reith
Sankt Georgen am Reith osztrák község Alsó-Ausztria Amstetteni járásában. 2023 januárjában 534 lakosa volt. 

## Elhelyezkedése

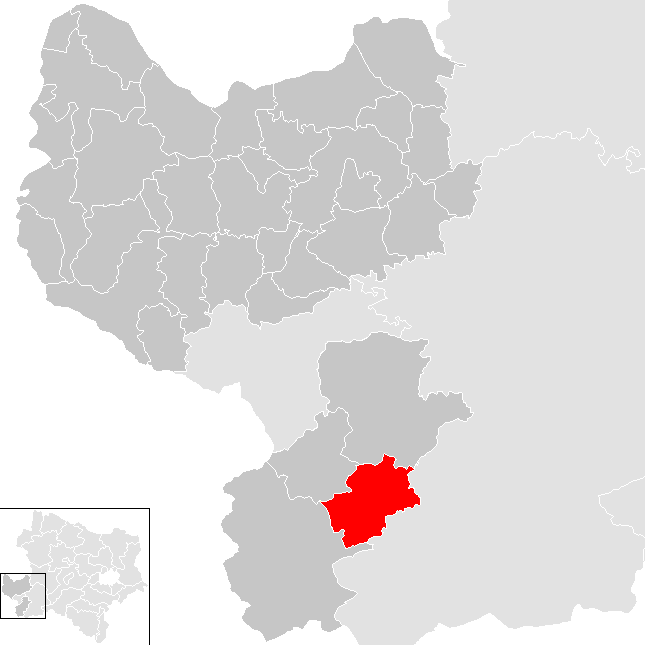
Sankt Georgen am Reith az Amstetteni járásban

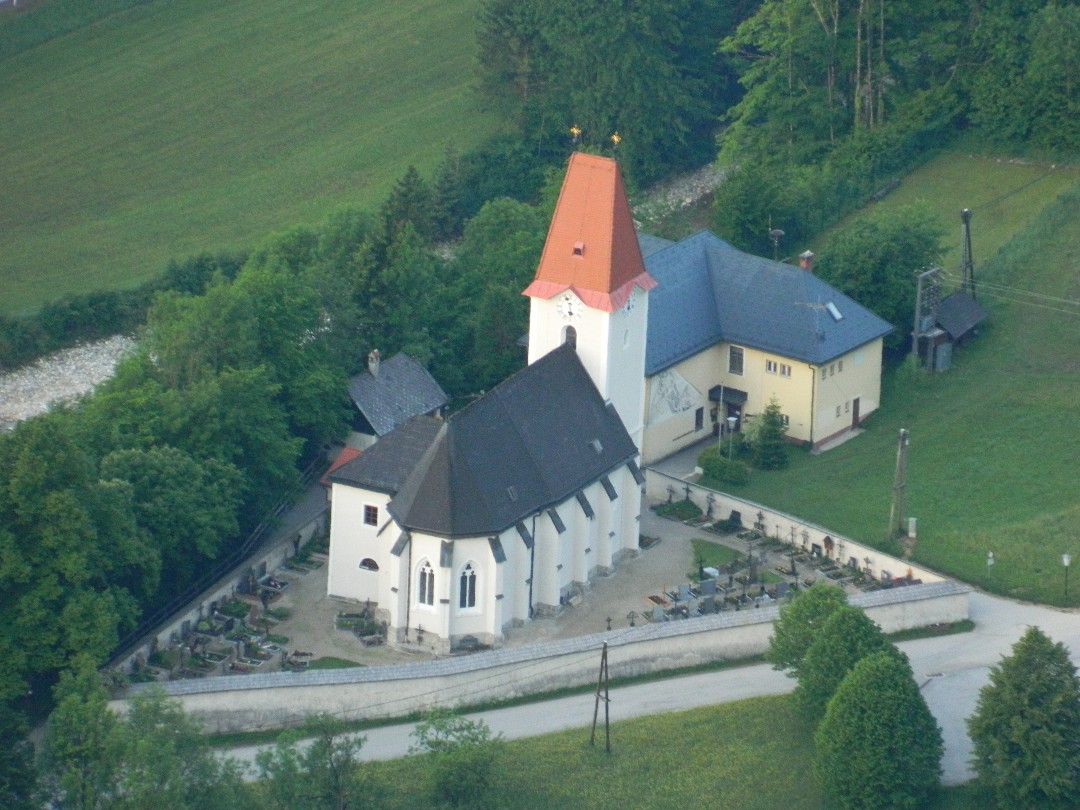
A Szt. György-plébániatemplom

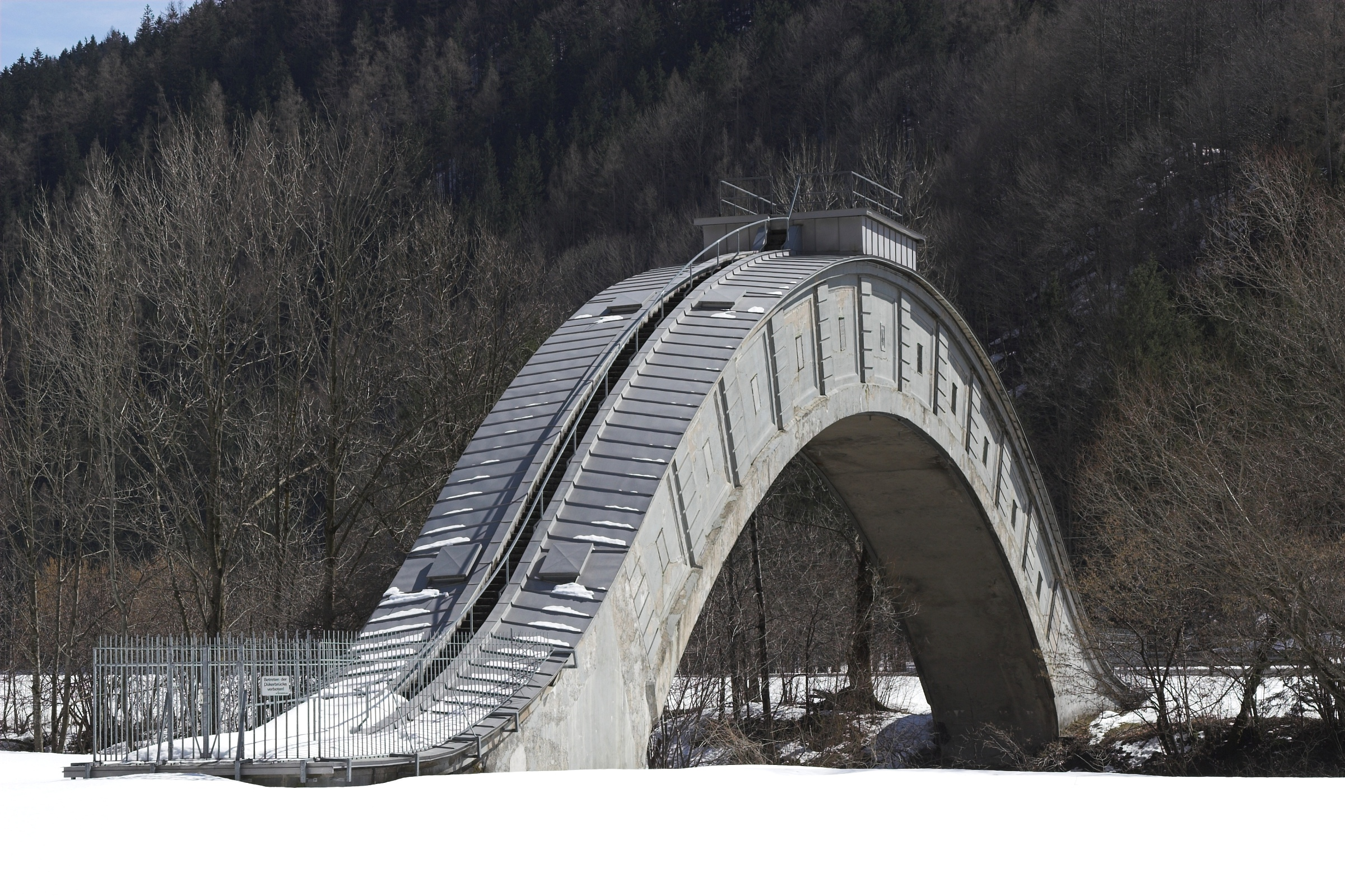
A csőhíd

Sankt Georgen am Reith a tartomány Mostviertel régiójában fekszik az Ybbstali-Alpokban, az Ybbs folyó mentén. Az Eisenwurzen történelmi tájegység része. Legmagasabb pontja az 1452 méteres Königsberg. Területének 77,9%-a erdő, 17,7% áll mezőgazdasági művelés alatt. Az önkormányzat 4 települést egyesít: Hochau (53 lakos 2023-ban), Kogelsbach (184), Königsbergau (81) és St. Georgen am Reith (216).
A környező önkormányzatok: délnyugatra Hollenstein an der Ybbs, északnyugatra Opponitz, északra Ybbsitz, keletre Lunz am See, délkeletre Göstling an der Ybbs.

## Története
St. Georgen Gleiß várának uradalmához tartozott. 1192-től az egyházi birtokok 1803-as szekularizációjáig a passaui apátság birtoka volt. 
A késő középkorban és a kora újkorban a stájerországi vasérc feldolgozásának köszönhette prosperitását. Az Ybbs mentén számos vízzel hajtott vashámort működtettek, a feldolgozott vasat öszvérekkel szállították tovább. A 19. században a nagyüzemi vas-és acélgyártás elterjedésével az itteni ércfeldolgozó ipar csődbe jutott.    

## Lakosság
A Sankt Georgen am Reith-i önkormányzat területén 2023 januárjában 534 fő élt. A lakosságszám 1923-ban érte el a csúcspontját 1017 fővel, azóta csökkenő tendenciát mutat. 2020-ban az ittlakók 98,3%-a volt osztrák állampolgár; a külföldiek közül 0,4% a régi (2004 előtti), 0,9% az új EU-tagállamokból érkezett. 0,4% egyéb országok polgára volt. 2001-ben a lakosok 96,6%-a római katolikusnak, 1,4% evangélikusnak, 1,7% pedig felekezeten kívülinek vallotta magát. Ugyanekkor a legnagyobb nemzetiségi csoportot a németek (99%) mellett a csehek alkották 0,5%-kal (3 fő).
A népesség változása:

| 2016 | 599 |
| 2018 | 578 |

## Látnivalók
- a Szt. György-plébániatemplom
- a vadászkastély (volt hotel)
- az ún. csőhíd

## Híres St. Georgen-iek
- Katharina Huber (1995-) olimpiai bajnok alpesi síző

## Fordítás
- Ez a szócikk részben vagy egészben  a   Sankt Georgen am Reith című német Wikipédia-szócikk ezen változatának fordításán alapul.  Az eredeti cikk szerkesztőit annak laptörténete sorolja fel. Ez a jelzés csupán a megfogalmazás eredetét és a szerzői jogokat jelzi, nem szolgál a cikkben szereplő információk forrásmegjelöléseként.